# Partages de la Pologne

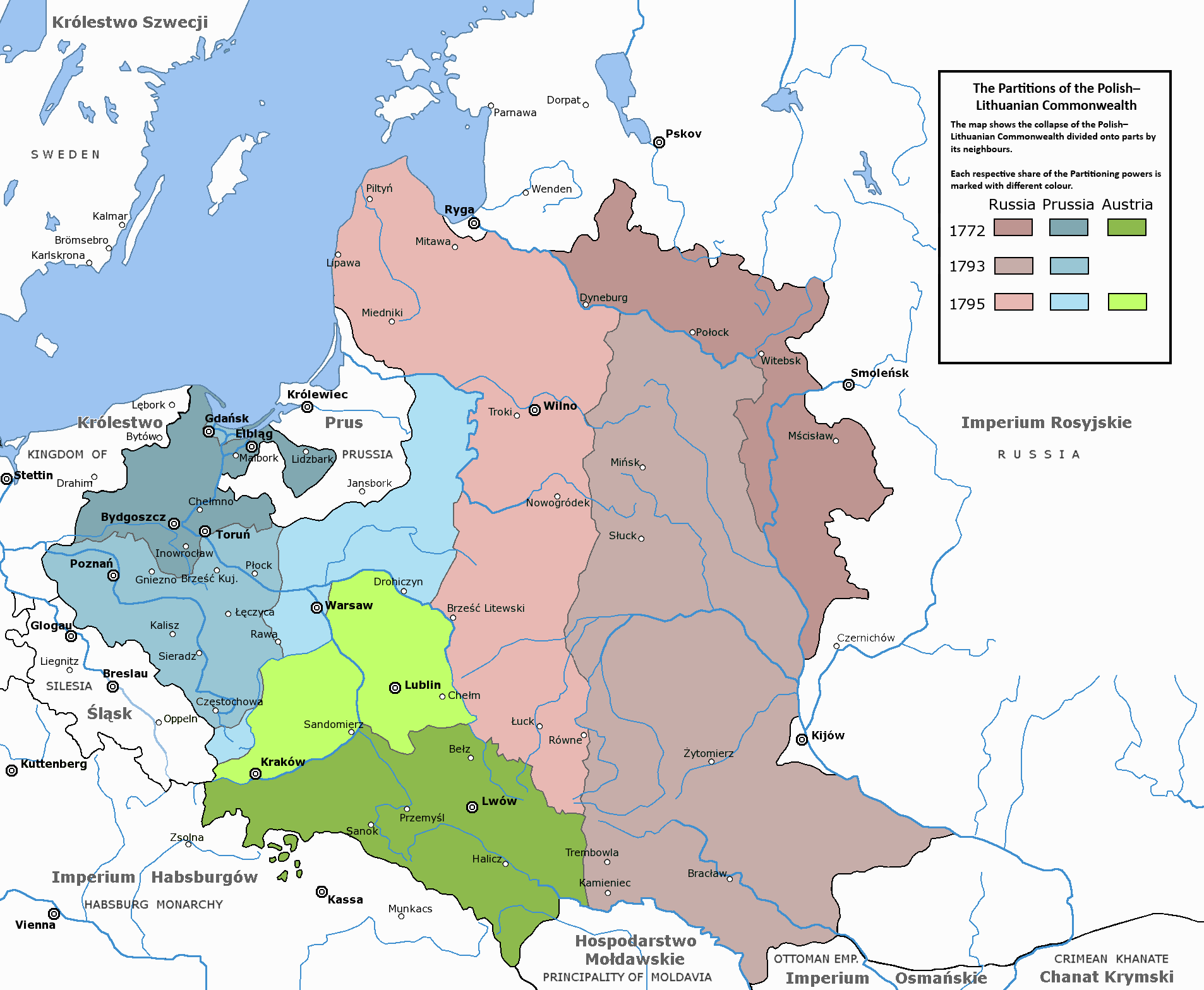
Partitions successives de la Pologne. La partition russe (rose), la partition autrichienne (verte) et la partition prussienne (bleue)

La formule partages de la Pologne (en polonais rozbiory Polski) désigne les annexions successives subies par le territoire de la république des Deux Nations (royaume de Pologne et grand-duché de Lituanie) à la fin du XVIIIe siècle (1772, 1793 et 1795) du fait du royaume de Prusse et de l'empire d'Autriche qui voulaient annexer des parties de son territoire, et de l'Empire russe qui voulait y maintenir son protectorat.
Affaiblie à l'intérieur par l'anarchie nobiliaire, conséquence du liberum veto, proie facile pour ses voisins qui attisent ses divisions internes, la république des Deux Nations ne parvient pas à sauver son indépendance malgré les réformes entreprises dans l'esprit des Lumières par la Grande Diète, sous le règne du roi Stanislas II.
En 1795, conséquence tout autant de la voracité de ses voisins que d'un siècle d'affaiblissement politique et économique, la Pologne disparaît de la carte de l'Europe.

## Contexte

### L'affaiblissement politique et économique du pays

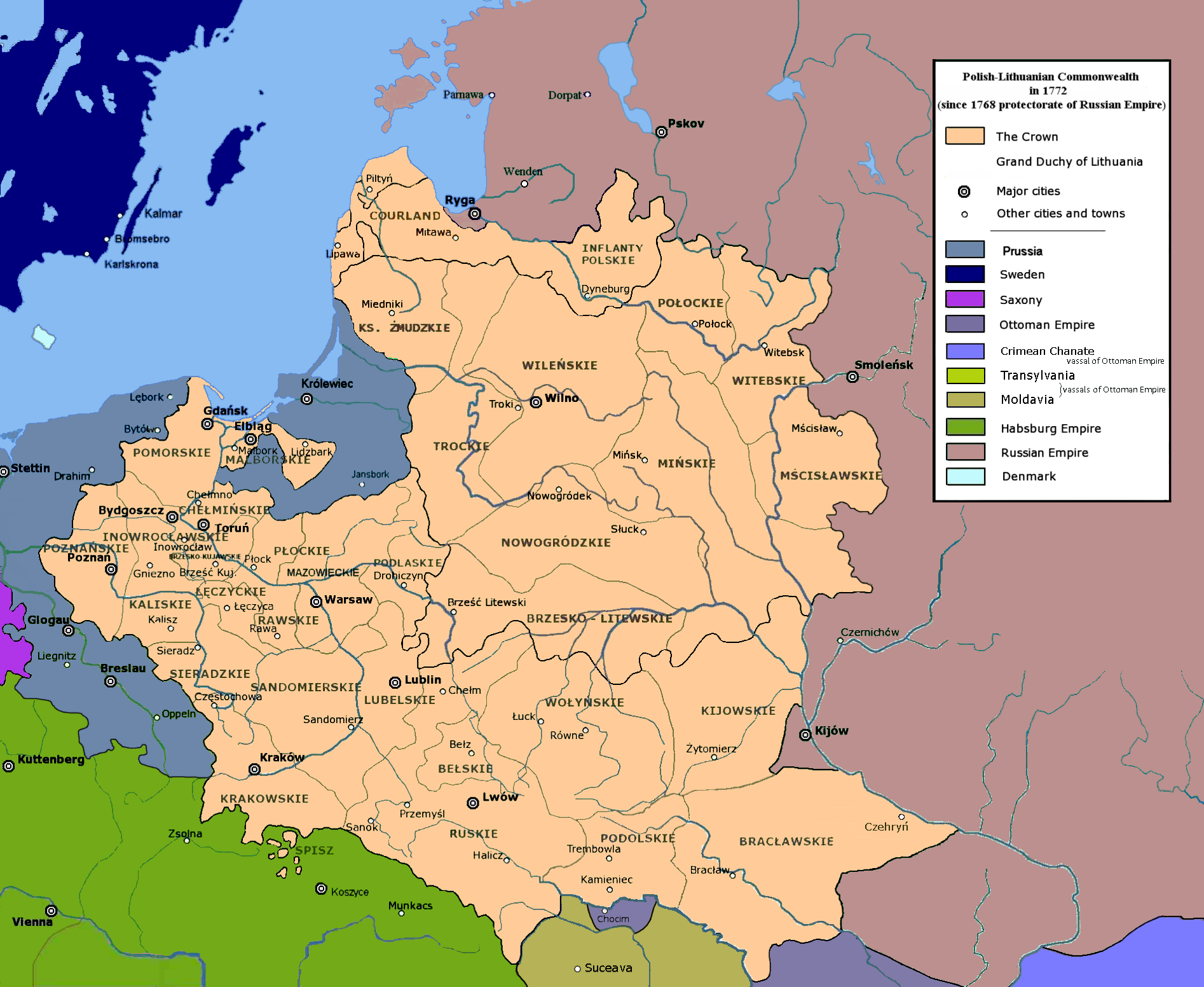
La Pologne en 1772.

L’union de Lublin entre le royaume de Pologne et le grand-duché de Lituanie signée le 1er juillet 1569 a fait de la république des Deux Nations l’une des principales puissances européennes, dont le territoire s’est étendu à son apogée sur près d’un million de kilomètres carrés au cœur de l’Europe centrale ; ses frontières méridionales bordant l’Empire ottoman et ses frontières orientales se trouvant à 400 kilomètres seulement de Moscou. Mais son système politique, unique pour le temps qui avait fait sa fortune, fera également son malheur. En effet, le régime repose sur un parlement composé de nobles qui représentent 15 % de la population totale et qui élisent le roi. Ces nobles ont, au cours des années, accumulé de telles garanties que le roi ne possède aucun moyen de se défaire de leur emprise. En élisant des souverains étrangers pour éviter que des rois polonais puissent être tentés de changer les choses, les nobles ont exposé la République à des conflits d’intérêts qui se résoudront par des interventions militaires fatales à l’Union.
La république des Deux Nations aborde le XVIIIe siècle épuisée. Les invasions russes et surtout l'invasion suédoise passée dans les mémoires comme Déluge suédois ont sabordé l’économie du pays qui n'a plus les moyens de résister face à l’ingérence des monarchies absolues qui se sont constituées à ses frontières. La fin du siècle oscillera entre déclin de la noblesse corrompue, qui se réfugiera dans un mysticisme des origines de la nation polonaise (sarmatisme), et une ouverture au siècle des Lumières, avec l’aide du dernier roi de Pologne Stanislas Auguste Poniatowski.

### Les objectifs des trois puissances partageantes
En 1702, au début de la grande guerre du Nord, le roi de Suède Charles XII occupe la Pologne, chasse le roi Auguste II et, en 1704, fait élire à sa place Stanislas Leszczynski. Puis il lance une offensive contre la Russie de Pierre le Grand, au terme de laquelle il subit le désastre de Poltava (juillet 1709). Pierre le Grand devient alors le principal protecteur d'Auguste II, qui remonte sur le trône. Cette protection russe sur la Pologne s'approfondit avec l'interrègne de 1733, où Stanislas Leszczynski, candidat de la France, s'oppose au fils d'Auguste II, candidat de la Russie. Auguste III devient roi grâce à l'intervention de l'armée russe dans la guerre de Succession de Pologne. La politique de la Russie est dès lors celle du renforcement de son protectorat sur une république des Deux Nations telle qu'elle existe.
Pour la Prusse, l'idée de procéder à des annexions de territoires polonais est en revanche primordiale : surtout depuis que les électeurs de Brandebourg (à Berlin) sont devenus rois en Prusse (à Königsberg), deux entités politiques séparées par la province polonaise de Prusse royale (avec en particulier le port de Dantzig).
L'Autriche est dans l'ensemble moins directement impliquée en Pologne ; mais l'idée d'annexer des territoires polonais se renforce après la conquête par la Prusse de la province autrichienne de Silésie (1742), au début de la guerre de Succession d'Autriche et la nouvelle défaite subie au cours de la guerre de Sept Ans.
Les souverains impliqués dans les partages sont :
- 1772 : Catherine II, Frédéric II et Marie-Thérèse ;
- 1793 et 1795 : Catherine II, Frédéric-Guillaume II et François II.

En ce qui concerne la Pologne, un seul roi est concerné, Stanislas II, élu en 1764.

## Le démembrement progressif de la république des Deux Nations

### Premier partage (1772)

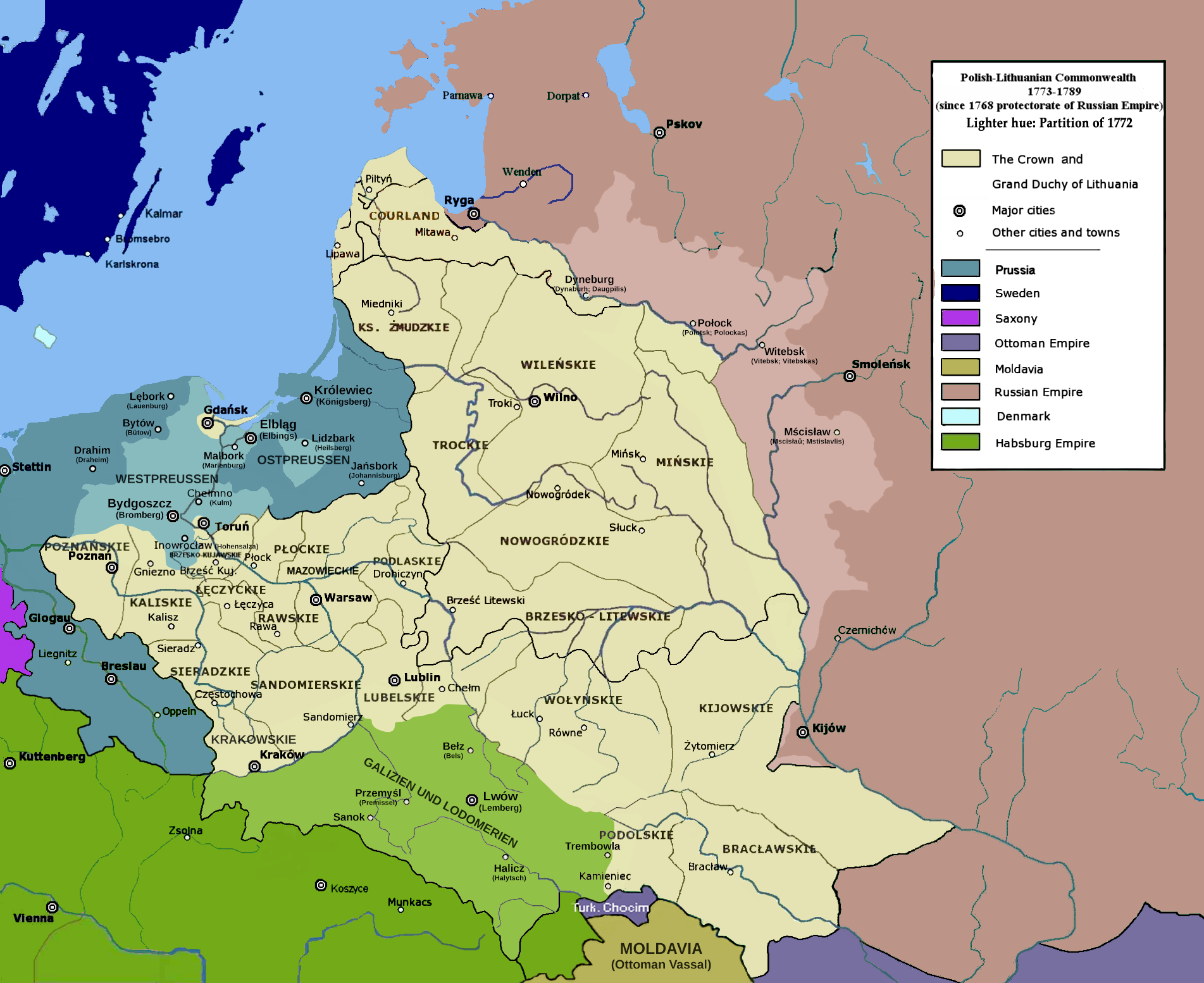
République des Deux Nations après le premier partage comme un protectorat de l'Empire russe 1773-1789.

En 1764, les troupes russes entrent en Pologne et imposent l'élection de Stanisłas Antoine Poniatowski, ancien amant de Catherine II avant qu'elle devienne impératrice de Russie en 1762.
Le 29 février 1768, un groupe de nobles réformateurs[réf. nécessaire] forme une ligue, la confédération de Bar. Ils s'opposent au roi Stanislas, qu'ils considèrent comme un dirigeant faible, sans volonté d'indépendance et de lutte contre l'influence russe en Pologne. Les confédérés s'emparent de plusieurs forteresses et villes et remettant en cause l'autorité du monarque, mais leur cause ne fait pas l'unanimité. D'autres aristocrates polonais demandent le soutien de la Russie et de la Prusse, tandis que les confédérés demandent l'aide de l'Autriche et de la France, les deux grands vaincus de la guerre de Sept Ans (la France intervient militairement quoique de façon mineure). Cela donne à tous ces pays l'occasion d'une intervention militaire. La guerre civile durera jusqu'en 1772 et s'achève par la défaite des confédérés.
Le 5 août 1772, un traité de partage est conclu à Saint-Pétersbourg entre la Russie, l'Autriche et la Prusse. La Pologne passe alors de 733 000 à 522 000 km2, perdant 4 500 000 habitants sur un total initial de 11 400 000 :
- la Russie annexe les territoires biélorusses à l'est de la ligne formée par la Dvina et le Dniepr. Sont entre autres comprises les villes de Połock, de Vitebsk, d'Orcha, de Moguilev et de Gomel ;
- la Prusse annexe la riche région de la Prusse royale (Prusy Królewskie) et la partie nord de la Grande-Pologne (Wielkopolska) ;
- l'Autriche s'empare de la Petite-Pologne (Małopolska), du Sud du bassin de la Vistule et l'Ouest de la Podolie.

Le traité, qui ampute la Pologne-Lituanie d'un tiers de sa population et de 30 % de son territoire, est ratifié le 30 septembre par la Diète.

### Deuxième partage (1793)

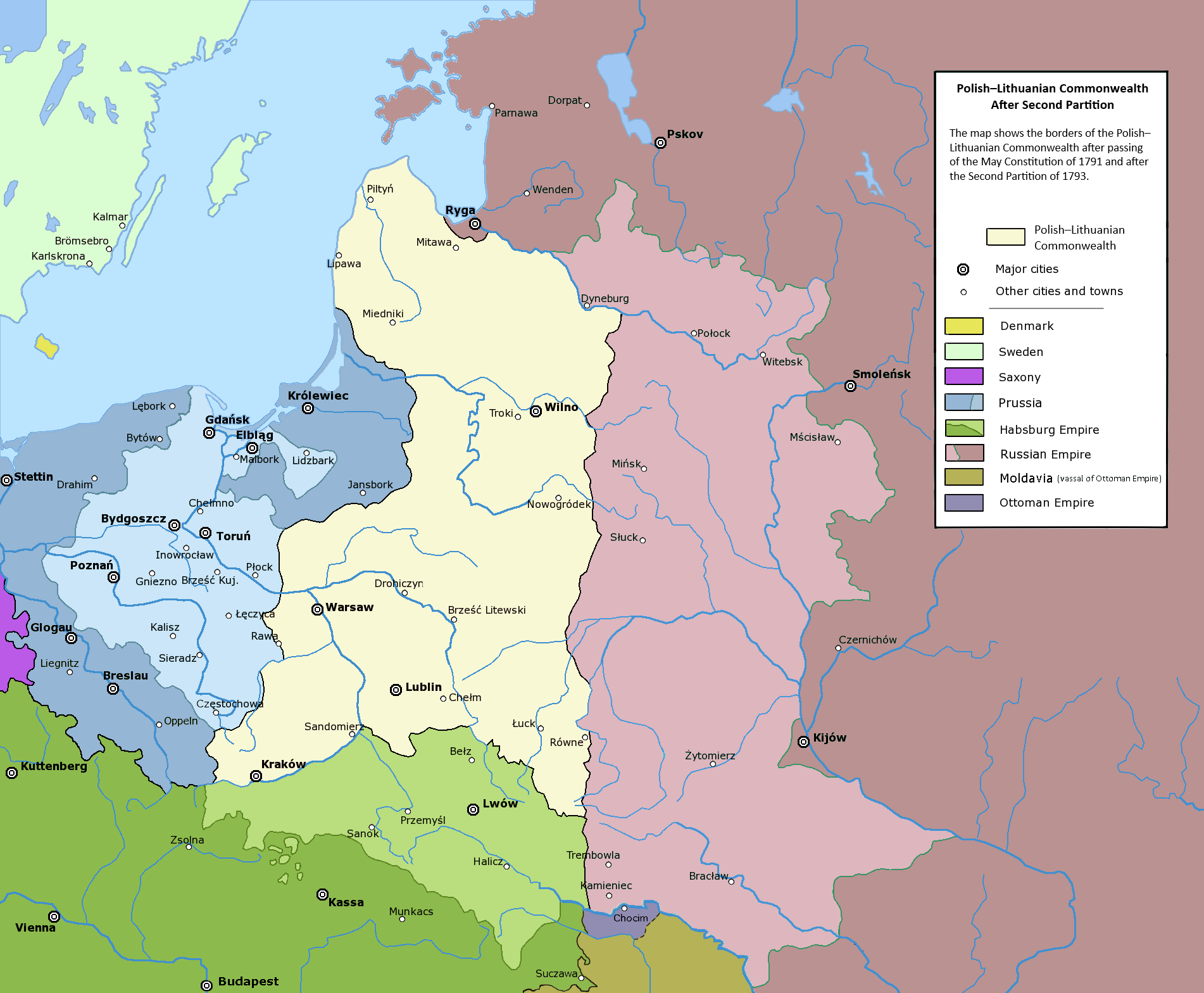
Deuxième partage.

L'humiliation du partage a pourtant une conséquence positive : la prise de conscience que la Pologne se trouve au bord d’un gouffre et engendre un important mouvement de renouveau intellectuel. Les années suivantes voient la création du premier ministère de l’Éducation dans le monde (Commission de l'éducation nationale), alors qu'en 1788, la Grande Diète entame des travaux consacrés à une refonte de l’État, dont la Constitution du 3 mai adoptée en 1791 est un aboutissement. C'est une tentative unique d’introduction de formes d’un État moderne, alliant la démocratie nobiliaire à un fort pouvoir central et à une monarchie héréditaire. La Constitution accorde des droits à la bourgeoisie et la protection de l’État à la paysannerie. C'est le deuxième texte fondamental en Europe après les Statuts de Saint-Marin (et le troisième dans le monde après la Constitution américaine).
Mais cette innovation a surtout pour effet l'opposition de la grande aristocratie, soucieuse de protéger ses privilèges. Les Confédérés de Targowica, qui signent leur alliance le 4 mai 1792, réclament une nouvelle intervention de la Russie et de la Prusse. Les deux puissances n'hésitent pas et procèdent en 1793 à un deuxième partage de la Pologne. Elle est maintenant réduite à un peu plus de 200 000 km2 et à environ 3 millions d'habitants. L'Autriche, étant à ce moment-là en guerre avec la France, n'y participe pas.
- La Russie annexe l'essentiel de la Biélorussie et l'Ouest de l'Ukraine.
- La Prusse s'empare notamment des villes de Gdańsk et Toruń, du reste de la Grande-Pologne et d'une partie de la Mazovie.

### Troisième partage (1795)

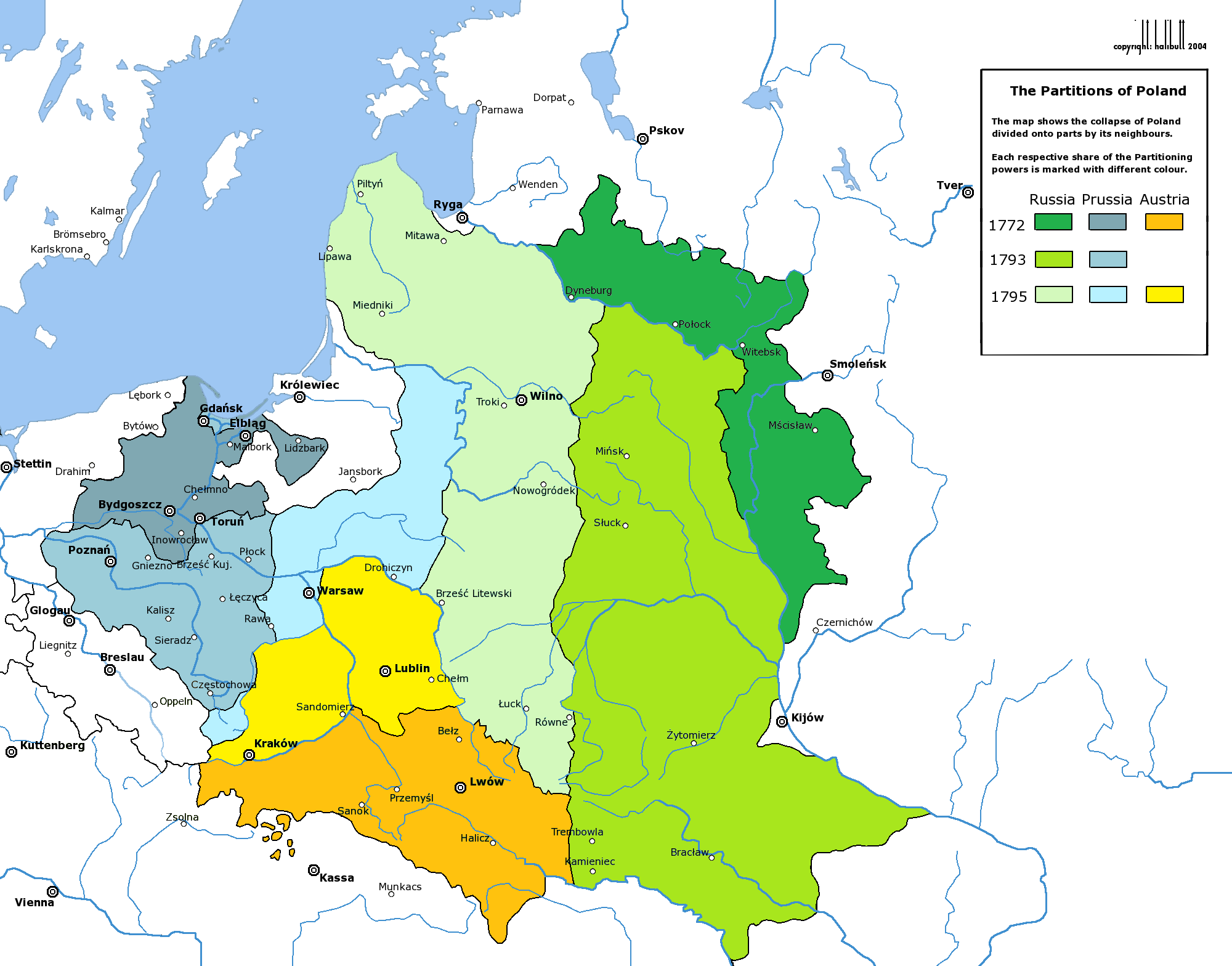
Troisième partage.

L'échec d'une insurrection nationale qui éclate en 1794 sous le commandement de Tadeusz Kościuszko, déjà héros de la guerre d'indépendance des États-Unis, conduit au dépeçage final de la Pologne, scellé le 3 janvier 1795.

## Les suites du troisième partage (1795-1807)

### Les Légions polonaises
Les Polonais vaincus n’abandonnent pas tous l’idée d’un retour à l’indépendance. Ils placent des espoirs particuliers dans la République française, alors aux prises avec la première coalition, qui inclut la Russie, l'Autriche et la Prusse (mais celle-ci fait la paix avec la France dès avril 1795 (traité de Bâle).
En 1797, sur l'ordre du Directoire, deux Légions polonaises, commandées par les généraux Jean-Henri Dombrowski et Karol Kniaziewicz, sont créées en Italie, sous l'égide du général Bonaparte, commandant en chef de l'armée d'Italie.
Leur chant de guerre, La Marche de Dombrowski, qui cite le nom de « Bonaparte », deviendra d'ailleurs l’hymne national polonais en 1927.

## La Pologne auXIXesiècle

### Le duché de Varsovie (1807-1815)
En 1807, lors des traités de paix de Tilsit, Napoléon rétablit un État polonais sur le territoire annexé par la Prusse au troisième partage : le duché de Varsovie.
Cet État est confié à un allié de Napoléon, le roi de Saxe. Le duché est doté d'une constitution et le code prussien en vigueur depuis 1797 est remplacé par le Code Napoléon du duché de Varsovie (Kodeks Napoleona Ksiestwa Warszawskiego), qui est le décalque du Code civil de 1804.
En 1809, à la suite de la guerre de la cinquième coalition, le duché de Varsovie reçoit le territoire annexé par l'Autriche au troisième partage, avec les villes de Cracovie et de Lublin.
En 1813, à la suite du désastre de la retraite de Russie, le duché est occupé par l'armée russe, en attendant les résultats des négociations de paix, qui ont lieu en 1814-1815 à Vienne (congrès de Vienne).

### Leroyaume de Polognede 1815
Le congrès de Vienne attribue le duché de Varsovie, privé de la Posnanie et de la ville de Cracovie, au tsar de Russie Alexandre Ier et à ses successeurs, désignés comme « roi de Pologne ». Le duché de Varsovie devient donc le royaume de Pologne. Alexandre le dote d'une constitution à la fin de 1815 et conserve le code Napoléon comme code civil, sous le nom désormais de « Code civil du royaume de Pologne » (Kodeks cywilny Krolestwa Polskiego).
Les territoires polonais annexés par la Russie lors des partages restent intégrés à l'Empire russe, mais avec une spécificité, notamment à travers l'université de Wilno (créée en 1801), qui reste de langue polonaise (jusqu'en 1832, date de sa fermeture).
Un point important à noter, est que malgré les atteintes subies par le royaume de Pologne à la suite des insurrections de 1830-1831 et de 1863, le code civil issu du code Napoléon, remanié en 1825, traduit en russe à partir des années 1860, y est resté en vigueur jusqu'en 1918.

### Legrand-duché de Posenet laville libre de Cracovie
Le congrès indique que la Posnanie, attribuée à la Prusse, aura le statut de grand-duché de Posen. Celui-ci deviendra une simple province prussienne en 1849.
En ce qui concerne Cracovie, elle est transformée en une « ville libre » placée sous la protection des trois puissances voisines. Elle sera annexée par l’Autriche en 1846.

### Sort des autres territoires anciennement polonais
- La partition autrichienne prend la forme d'un royaume de Galicie et de Lodomérie qui dispose d'une importante autonomie au sein de la partie autrichienne de la double-monarchie austro-hongroise.
- Les territoires situés au sein de l'Empire russe et ne faisant pas partie du royaume du Congrès sont officieusement connus sous le nom de Kraï occidental.

## La Pologne auXXesiècle

### La Pologne, la Lituanie et la Russie de 1919 à 1921
À la fin de la Première Guerre mondiale, le traité de Versailles confirme la renaissance de la Pologne, effective depuis la fin de 1918 grâce au maréchal Pilsudski, et lui restitue la plupart des territoires qui lui avaient été enlevés au XVIIIe siècle.
Les années suivantes sont marquées par des conflits régionaux : la guerre soviéto-polonaise (1919-1921), les guerres d'indépendance lituaniennes et la guerre polono-lituanienne de 1920.
Au terme de ces conflits, la Lituanie a établi son droit à l'existence, mais la Pologne inclut des territoires qu'elle revendique, notamment sa capitale, Vilnius (Wilno en polonais). La Lituanie prend alors provisoirement pour capitale la deuxième ville du pays, Kaunas. Les relations entre les deux pays resteront longtemps tendues.

### Le «quatrième partage» (1939)
En septembre 1939, un nouveau partage de la Pologne a lieu selon les termes du Pacte germano-soviétique, signé le 23 août 1939 par Ribbentrop et Molotov, ministres des Affaires étrangères du Troisième Reich et de l'Union soviétique.
De nouveau envahie, la Pologne est démembrée par ses voisins. L'Allemagne annexe les territoires de l'ouest et crée un État provisoire appelé « Gouvernement général de Pologne » (« territoires polonais occupés », mais pas annexés).
L'URSS annexe l’ensemble des territoires de l'est.

### La Pologne après la Seconde Guerre mondiale
Lors de la conférence de Potsdam (août 1945), les frontières de la Pologne sont redéfinies par les Alliés selon les souhaits de Staline.
La ligne Curzon est prise comme frontière orientale et la ligne Oder-Neisse comme frontière occidentale.
L'URSS reçoit la partie orientale du pays. La Pologne perd 40 % de son territoire à l'est et « glisse » vers l'ouest, sur d'anciens territoires allemands. Ce déplacement de plus de 200 km vers l'ouest est accompagné d'un transfert de populations entre l'URSS (Ukraine) et la Pologne, et entre la Pologne et l'Allemagne, le plus important jamais réalisé en Europe.